# SSV Reutlingen 05
Az SSV Reutlingen 05 labdarúgócsapat Reutlingenben, Baden-Württembergben, Németországban.

## Jelenlegi keret
2013. szeptember 19. szerint
| #  |     | Poszt | Név                 |
| -- | --- | ----- | ------------------- |
| 1  | GER | K     | Timo Hammel         |
| 4  | GER | V     | Lukas Hartmann      |
| 5  | GER | V     | Rouven Wiesner      |
| 6  | GER | KP    | Pierre Eiberger     |
| 7  | GER | KP    | Denis Lübke         |
| 8  | ITA | KP    | Giuseppe Ricciardi  |
| 9  | GER | KP    | Marc Golinski       |
| 10 | ITA | CS    | Domenico Botta      |
| 11 | GER | CS    | Marcel Brandstetter |
| 14 | GER | KP    | Hans-Alex Thies     |
| 15 | TUR | KP    | Talha Kavak         |
| 16 | GER | V     | Raphael Schaschko   |

| #  |            | Poszt | Név                        |
| -- | ---------- | ----- | -------------------------- |
| 17 | GER        | CS    | Bastian Bischoff           |
| 18 | ITA        | CS    | Alessio Bennardo           |
| 19 | TUR        | KP    | Volkan Candan              |
| 20 | GER        | KP    | Tom Scheffel               |
| 21 | CRO        | V     | Tomislav Ivezic            |
| 22 | ROM        | K     | Eduard Cristian Zimmermann |
| 23 | GER        | V     | Matthias Franz             |
| 25 | TUR        | KP    | Ulas Saglam                |
| 26 | GER        | V     | Mike Baradel               |
| 27 | GER        | V     | Sven Schimmel              |
| 28 | Montenegró | KP    | Hasan Pepic                |